# Amlach
Amlach ist eine Gemeinde mit 531 Einwohnern (Stand 1. Jänner 2024) im Bezirk Lienz, Tirol (Österreich). Die Gemeinde liegt im Gerichtsbezirk Lienz.

## Geografie
Amlach liegt im Lienzer Talboden. Sie liegt auf einer Seehöhe von 687 m am rechten Ufer der Drau und erstreckt sich über eine Fläche von 22,5 km². Nachbargemeinden sind Leisach im Westen, Lienz im Norden, Tristach im Osten und Lesachtal (Kärnten) im Süden.

### Gemeindegliederung
Die Gemeinde Amlach ist deckungsgleich mit der Katastralgemeinde Amlach. Die Gemeinde befindet sich am rechten Ufer der Drau und erstreckt sich über eine Fläche von 22,5 km². Auf dem Gemeindegebiet befinden sich zwei Ortschaften, das näher an der Drau gelegene Dorf Amlach auf 689 Metern Seehöhe und das nur wenige hundert Metern weiter östlich liegende Dorf Ulrichsbichl auf 699 Metern Seehöhe.

### Berge
Zu Amlach gehören Teile der Lienzer Dolomiten, wobei der Bergstock des Kreidenfeuers (1.615 m) und des Rauchkofels (1.910 m) dem Dorf Amlach am nächsten liegt und den wesentlich höheren Hauptgipfeln der Lienzer Dolomiten vorgelagert ist. Weiter südlich reicht das Gemeindegebiet von Amlach von Westen nach Osten bis an den Oberwalderturm (2.612 m), den Spitzkofel (2.717 m), die Kühbodenspitze (2.704 m), den Kreuzkofel (2.694 m), den Eisenschuß (2.615 m), die Weittalspitze (2.539 m), den Simonskopf (2.687 m), die Teplitzer Spitze (2.613 m), die Gamswiesenspitze (2.486 m), den Bloßkofel (2.400 m) und den Rauchbichl (2.180 m) heran. Der Spitzkofel ist dabei mit seinen 2.717 Metern der höchste Punkt in der Gemeinde Amlach.

### Gewässer
Amlach umfasst trotz seiner Lage am Ufer der Drau nur geringe Flächenanteile am Hauptfluss Osttirols. Darüber hinaus liegen auf dem Gemeindegebiet zwei Bäche, die in den Lienzer Dolomiten entspringen. Es sind dies der Spatenbach und der Galitzenbach, der selbst den Hallebach, den Kerschbaumertalbach, den Laserzbach und das Blasbründl aufnimmt, bevor er in die Drau mündet. Der Wierbach wurde hingegen von der Drau abgeleitet und über Tristach wieder in die Drau geführt.
|         | Lienz                                       |          |
| Leisach | Kompassrose, die auf Nachbargemeinden zeigt | Tristach |
|         | Lesachtal (HE)                              |          |

### Klima

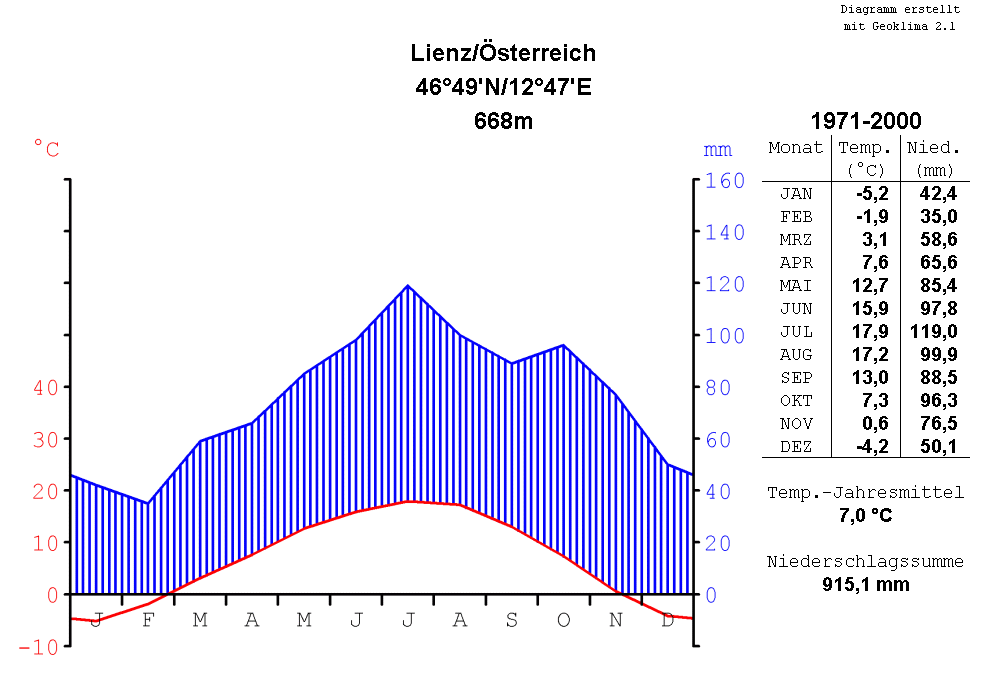
Klimadiagramm der benachbarten Bezirkshauptstadt Lienz

Da in Amlach keine Messstation existiert, fehlen exakte Aufzeichnungen über das Klima der Gemeinde. Es ist jedoch auf Grund der Nähe der Siedlungen zur Wetterstation in der Bezirkshauptstadt Lienz mit den dort gemessenen Klimadaten vergleichbar. Der kälteste Monat des Jahres ist im Lienzer Becken der Jänner, die höchsten Temperaturen werden in den Sommermonaten Juli und August gemessen. Die höchsten Niederschläge fallen ebenfalls in den Sommermonaten, wobei der Monat Oktober fast ebenso niederschlagsreich ist. Nebel tritt im Lienzer Becken selten auf, jedoch bilden sich im Winter auf Grund von Inversionswetterlagen mächtige Kaltluftseen.

## Geschichte
Die erste urkundliche Erwähnung Amlachs als „Amblach“ findet sich im Jahr 1169. Der Name geht auf den altslawischen Flurnamen *amlachъ zurück und bedeutet so viel wie ‚bei den Leuten, die an der Grube wohnen‘. Seit dem 13. Jahrhundert wurde Amlach zum Gerichtsort für die umliegenden Gemeinden. Die örtliche Kirche zur Hl. Ottilie wurde 1382 errichtet. Nach dem Anschluss Österreichs an das „Dritte Reich“ wurde die Gemeinde 1939 mit Tristach zusammengelegt. 1955 wurde Amlach wieder selbstständig.
Seit 1. September 2012 hat Amlach Straßennamen und eine eigene Postleitzahl.

## Bevölkerung

### Bevölkerungsstruktur
2012 lebten in der Gemeinde Amlach 378 Menschen. Nach der Volkszählung 2001 Ende waren 98,5 % der Bevölkerung österreichische Staatsbürger (Tirol: 90,6 %), bis zum Jahresbeginn 2012 sank der Wert nur unbedeutend auf 96,3 %. Zur römisch-katholischen Kirche bekannten sich 2001 96,0 % der Einwohner (Tirol: 83,4 %), 2,5 % hatten kein religiöses Bekenntnis.
Der Altersdurchschnitt der Gemeindebevölkerung lag 2001 deutlich unter dem Landesdurchschnitt. 22,5 % der Einwohner von Amlach waren jünger als 15 Jahre (Tirol: 18,4 %), 58,0 % zwischen 15 und 59 Jahre alt (Tirol: 63,0 %). Der Anteil der Einwohner über 59 Jahre lag mit 19,4 % über dem  Landesdurchschnitt. Der Altersdurchschnitt der Bevölkerung von Amlach stieg in der Folge deutlich an. Der Anteil der unter 15-Jährigen sank per 1. Jänner 2012 auf 17,5 %, während der Anteil der Menschen zwischen 15 und 59 Jahren auf 66,9 % stieg. Der Anteil der über 59-Jährigen sank hingegen auf 15,6 %. Nach dem Familienstand waren 2001 49,1 % der Einwohner von Amlach ledig, 42,3 % verheiratet, 5,2 % verwitwet und 3,2 % geschieden.

### Bevölkerungsentwicklung
Die Einwohnerzahl von Amlach schwankte in der zweiten Hälfte des 19. Jahrhunderts stark, sank jedoch bis zur Jahrhundertwende um rund 15 % ab. Vom Tiefpunkt im Jahr 1910 konnte Amlach jedoch seine Bevölkerungszahl nahezu sukzessive steigern, wodurch sich die Einwohnerzahl zwischen 1923 und 2012 mehr als verdoppelte. Den höchsten Bevölkerungszuwachs verzeichnete Amlach dabei in den 1930er und 1970er Jahren sowie seit den 1990er Jahren. Mit der Volkszählung 2001 überschritt die Gemeinde erstmals die 300-Einwohnermarke und auch danach stieg die Bevölkerungszahl weiter stark an. Im Jahr 2014 wurde die 400-Einwohnermarke erreicht. Während die Geburtenbilanz über die letzten Jahrzehnte nur leicht positiv war, profitierte Amlach von einer stark positiven Wanderungsbilanz.

## Kultur und Sehenswürdigkeiten
- Kapelle am Ulrichsbichl

## Wirtschaft und Infrastruktur

### Arbeitsstätten und Beschäftigte
Die im Rahmen der Volkszählung durchgeführte Arbeitsstättenzählung ergab 2001 in Amlach 15 Arbeitsstätten mit 85 Beschäftigten (ohne Landwirtschaft), wobei 76 % unselbständig Beschäftigte waren. Die Anzahl der Arbeitsstätten war dabei gegenüber dem Jahr 1991 um drei Betriebe (+ 20 %) gestiegen, die Anzahl der Beschäftigten sogar um 34 Personen (+ 40 %) gewachsen. Wichtigster Wirtschaftszweig war 2001 das Beherbergungs- und Gaststättenwesen mit zehn Betrieben und 62 % der Beschäftigten in der Gemeinde, gefolgt von der Energie- und Wasserversorgung (28 % der Beschäftigten). Die Betriebsgrößen in Handel und Gewerbe in der Gemeinde Amlach war zudem sehr klein. 2001 gab es nur zwei Betriebe mit 20 oder mehr Beschäftigten. Von den 135 erwerbstätigen Einwohnern aus Amlach gingen 2001 lediglich 20 Personen in Amlach ihrer Beschäftigung nach. 115 mussten zur Arbeit auspendeln. Von den Auspendlern hatten 75 % ihre Arbeitsstätte in der benachbarten Bezirkshauptstadt Lienz. Weitere 16 % hatten im übrigen Bezirksgebiet eine Arbeitsstelle gefunden, weitere 4 % pendelten nach Nordtirol oder in ein anderes Bundesland.

### Tourismus
Der Tourismus ist ein wichtiger Einkommenszweig der Gemeinde Amlach, wobei im Tourismusjahr 2011/12 rund 48.000 Nächtigungen gezählt wurden. Im Sommerhalbjahr 2012 verzeichnete Amlach 38.743, im Winterhalbjahr 2011/12 9.589 Übernachtungen. Dies bedeutete im Sommer trotz der geringen Größe von Amlach die zehntgrößte Nächtigungszahl im Bezirk, im Winter erreichte Amlach nur den 17. Platz bei den Nächtigungen im Bezirk Lienz. Während sich die Winternächtigungszahlen seit der Jahrtausendwende um rund 6 % reduzierten, stiegen die Nächtigungszahlen im Sommer um rund 43 %. Von den 38.743 Übernachtungen im Sommer 2012 entfielen nur 26 % auf Österreicher, 40 % auf Deutsche, 16 % auf Niederländer und 7 % auf Italiener.
Heute gehört die Gemeinde wie alle übrigen Osttiroler Gemeinden zum Tourismusverband Osttirol, wobei Amlach in der „Ferienregion Lienzer Dolomiten“ organisiert ist. In der Gemeinde bestehen neben einem Viersterne- und einem Dreisterne-Hotel eine Reihe von Privatzimmervermietern, Gasthöfen, Ferienwohnungen und Pensionen.

### Verkehr und Infrastruktur
Amlach wird von der Tristacher-See-Straße (L 319) durchquert, die in Lienz bei der Drautal Straße B 100 beginnt und über Amlach und Ulrichsbichl zum Tristacher See geführt wird.
Mit den benachbarten Gemeinden des Lienzer Beckens hat sich Amlach zum „Abwasserverband Lienzer Talboden“ zusammengeschlossen. Die Abwässer der Gemeinden werden dabei in der Kläranlage Dölsach gereinigt, als Vorfluter dient die Drau. Bereits zu Beginn des 21. Jahrhunderts waren die Kanalbauarbeiten zur Gänze abgeschlossen und ein Anschlussgrad von 100 % an die Kläranlage erreicht. Der Abfall, der in der Gemeinde anfällt, wird über den Abfallwirtschaftsverband Osttirol (AWVO) entsorgt.
Im Jahre 1988 errichtete die Tiroler Wasserkraft AG auf Amlacher Gemeindegebiet das Kraftwerk Amlach. Dieses nutzt mit Hilfe eines Druckstollens das natürliche Gefälle der Drau an dieser Stelle. Wasser, welches eine Fallstrecke von 370 m durchfließt, treibt zwei aus je einer Francis-Turbine und einem dazugehörigen Generator bestehenden Maschinensätze an, welche zusammen eine Leistung von 60 MW und eine Regeljahreserzeugung von 219 GWh erbringen.

### Sicherheit und Gesundheitswesen
Bezüglich des Gesundheitswesen ist Amlach gemeinsam mit den Gemeinden Ainet, Leisach, Tristach, Oberlienz, Gaimberg, Schlaiten und St. Johann im Walde im Sozialsprengel Lienz Land organisiert. Im Gesundheitssprengel werden beispielsweise Gesundheitsleistungen wie Alten- und Pflegehilfe, Heim- und Haushaltshilfe und Essen auf Rädern organisiert.

## Politik

### Gemeinderat
In den Gemeinderatswahl werden 11 Mandatare gewählt.
| Partei                        | 2022    | 2022    | 2016    | 2016    |
| Partei                        | Prozent | Mandate | Prozent | Mandate |
| ----------------------------- | ------- | ------- | ------- | ------- |
| Gemeinsam für Amlach (GFA)    | 61,59   | 7       | 60      | 7       |
| Mitanond Zukunft Amlach (MZA) | 38,41   | 4       |         |         |
| liste amlach                  |         |         | 40      | 4       |

### Bürgermeister
Bürgermeister seit 1955 waren:
- 1955–1974: Franz Idl
- 1974–1989: Josef Goller
- 1989–2022 Franz Idl
- seit 2022 Stefan Clara[10]

### Wappen
Das Gemeindewappen wurde Amlach im Jahr 1986 verliehen.

## Persönlichkeiten

### Ehrenbürger
- 1904: Josef Bichler (1865–1915), Gemeindevorsteher bis 1915
- 1979: Franz Idl (1909–1995), Bürgermeister von Amlach 1955–1974
- 1989: Matthias Defregger (1915–1995), Weihbischof im Erzbistum München und Freising
- 1989: Josef Goller (1919–2010), Bürgermeister von Amlach 1974–1989
- 2023: Franz Idl (1944–2022), Bürgermeister von Amlach 1989–2022

### Söhne und Töchter der Gemeinde
- Joseph Rheden (1873–1946), Astronom